# Ousmane Dembélé
Ousmane Dembélé (n. 15 mai 1997, Vernon, Haute-Normandie, Franța) este un fotbalist francez, care joacă pe post de atacant la PSG în Ligue 1. Pe plan internațional, are prezențe la națională pentru Franța U17⁠(d), Franța U18⁠(d), Franța U19⁠(d), Franța U21⁠(d) și Franța.
Perioada sa de glorie a început la clubul german Borussia Dortmund, unde s-a făcut remarcat prin stilul sau de joc foarte creativ.
Din 2023 Dembélé evoluează la Paris Saint-Germain.

## Carieră

### Rennes
Dembélé și-a făcut debutul la seniori pentru echipa de rezervă a lui Rennes în Championnat de France Amateur, pe 6 septembrie 2014, ieșind la schimbul lui Zana Allée în minutul 78. El i-a oferit pasa de gol lui Alseny Kourouma pentru al doilea gol al unei victorii cu 2-0 acasă în fața rezervelor rivalilor bretoni de la Guingamp. Pe 9 noiembrie, a marcat primul său gol din carieră, ieșind din nou de pe bancă într-un meci pe Stade de la Piverdière, de data aceasta împotriva rezervelor lui Laval. A înscris 13 goluri în 18 meciuri în primul său sezon, inclusiv un hat-trick pe 16 mai 2015 într-o victorie cu 6-1 împotriva lui Hérouville.
Pe 6 noiembrie 2015, Dembélé și-a făcut debutul profesionist pentru prima echipă a lui Rennes în Ligue 1 împotriva Angers, înlocuindu-l pe Kamil Grosicki în ultimele cinci minute ale jocului. Pe 22 noiembrie, el a marcat primul său gol în Ligue 1 pentru prima echipă împotriva lui Bordeaux, deschizând un egal 2–2 pe Roazhon Park. Pe 9 ianuarie 2016, Dembélé a găsit din nou plasa pentru Rennes, care a reușit să întoarcă un 0–2 pentru a remiza cu 2–2 împotriva rivalilor de la Lorient. Pe 6 martie, el a marcat primul hat-trick în Ligue 1 într-o victorie cu 4-1 împotriva lui Nantes în Derby Breton.
Directorul sportiv de la Rennes, Mikaël Silvestre, l-a comparat pe Dembélé cu Cristiano Ronaldo, pe care îl văzuse sosind la Manchester United cam la aceeași vârstă.

### Borussia Dortmund
Pe 12 mai 2016, Dembélé a semnat un contract de cinci ani cu clubul german Borussia Dortmund, în vigoare de la 1 iulie. Pe 14 august, el și-a făcut debutul într-o înfrângere cu 2-0 împotriva lui Bayern München în DFL-Supercup. A marcat primul său gol pentru Dortmund pe 20 septembrie, într-o întâlnire din Bundesliga împotriva lui VfL Wolfsburg, pe care Dortmund a câștigat-o cu 5-1 pe Volkswagen Arena. Pe 22 noiembrie, a marcat primul gol în Liga Campionilor din cariera sa, când clubul german a învins Legia Varșovia cu 8–4 în faza grupelor.
Pe 26 aprilie 2017, Dembélé a asistat golul lui Aubameyang și a marcat golul victoriei din minutul 74 împotriva lui Bayern Mûnchen în semifinala DFB-Pokal, ajutând Dortmund să ajungă în finala cupei. În jocul decisiv din 27 mai, a marcat primul gol al unei victorii cu 2–1, când Dortmund și-a câștigat primul titlu major în cinci ani, câștigând finala DFB-Pokal din 2017 împotriva lui Eintracht Frankfurt. Ulterior, Dembélé a fost numit omul meciului. După sfârșitul sezonului, Dembélé a fost numit în echipa sezonului din Bundesliga și a primit premiul Rookie of the Season al campionatului.

### FC Barcelona
La 25 august 2017, FC Barcelona a anunțat că a ajuns la un acord pentru transferul lui Dembélé în schimbul la 105 milioane de euro plus un supliment raportat de 40 milioane de euro. Pe 28 august, a avut un examen medical și a semnat un contract pe cinci ani, cu clauza de revocare stabilită la 400 de milioane de euro. Barcelona tocmai l-a vândut pe Neymar lui Paris Saint-Germain (PSG) pentru 222 de milioane de euro, așa că înțelegerea a făcut ca Dembélé să devină al doilea cel mai scump jucător comun (în euro), alături de Paul Pogba. Rennes a primit 20 de milioane de euro de la Borussia Dortmund ca urmare a vânzării și Évreux 27 a primit, de asemenea, un procent din transfer. I s-a înmânat tricoul cu numărul 11 purtat anterior de Neymar.
Pe 14 iulie 2022, Dembélé și-a prelungit contractul cu Barcelona până pe 30 iunie 2024. Clauza lui de eliberare a fost stabilită la 50 de milioane de euro, iar ulterior a fost ridicată la 100 de milioane de euro pe 1 august 2023.

### Paris Saint-Germain
Pe 12 august 2023, Dembélé s-a alăturat lui Paris Saint-Germain cu un contract până în iunie 2028, pentru o sumă de 50,4 milioane de euro. Inițial i s-a atribuit tricoul cu numărul 23, dar a primit numărul 10 după plecarea lui Neymar de la echipă.
Pe 20 august, Dembélé și-a făcut debutul cu PSG, intrând de pe bancă într-o remiză 1-1 în deplasare la Toulouse. Pe 24 septembrie, a reușit prima intervenție pentru PSG, oferind asistență pentru primul gol al lui Gonçalo Ramos într-o victorie cu 4-0 împotriva lui Marseille din Le Classique. Pe 24 noiembrie, Dembélé a marcat primul său gol pentru echipă într-o victorie cu 5–2 pe teren propriu cu Monaco. Pe 10 aprilie 2024, a marcat primul său gol în Liga Campionilor cu PSG într-o înfrângere cu 3-2 pe teren propriu împotriva fostei sale echipe Barcelona în prima manșă a sferurilor de finală. În manșa secundă șase zile mai târziu, a marcat primul gol al lui PSG într-o victorie cu 4-1 în deplasare, ajutând echipa sa să ajungă în semifinale și a primit premiul pentru jucătorului meciului. La sfârșitul sezonului 2023-2024, Dembélé a câștigat titlul de Ligue 1 cu PSG. De asemenea, a marcat primul gol în victoria cu 2-1 a lui PSG împotriva lui Lyon în finala Cupei Franței din 2024.
Pe 5 ianuarie 2025, Dembélé a marcat golul victoriei în timpul prelungirilor, când PSG a învins Monaco cu 1-0 în Trophée des Champions 2024. Pe 22 ianuarie, a marcat primul gol al lui PSG într-o victorie cu 4-2 În manșa retur împotriva lui Manchester City din Liga Campionilor. Pe 29 ianuarie, a marcat un hat-trick într-o victorie cu 4-1 din Liga Campionilor în fața lui VfB Stuttgart, al doilea hat-trick din carieră și primul în competițiile europene, ajutând PSG să se califice în faza eliminatorie. Trei zile mai târziu, Dembélé a marcat un alt hat-trick într-o victorie în campionat cu 5-2 în deplasarea de la Brest, devenind primul jucător al lui PSG care a marcat două hat-trickuri consecutive în meciuri oficiale.

## Carieră la echipa națională
Dembélé a fost chemat pentru prima dată în echipa de seniori a Franței în august 2016 pentru meciurile amicale cu Italia și Belarus, după ce Alexandre Lacazette și Nabil Fekir s-au retras din cauza unor accidentări. El și-a făcut debutul pe 1 septembrie împotriva naționalei dintâi pe Stadio San Nicola, înlocuindu-l pe Antoine Griezmann în ultimele 27 de minute ale unei victorii cu 3-1. Pe 13 iunie 2017, Dembélé a marcat primul său gol pentru Franța într-o victorie amicală cu 3–2 împotriva Angliei.
Pe 17 mai 2018, Dembélé a fost inclus în lotul francez de 23 de jucători pentru Campionatul Mondial de Fotbal 2018 din Rusia. Pe 15 iulie, a rămas pe banca de rezerve atunci când Franța a învins Croația cu 4–2 în finală.
Dembélé a fost convocat în echipa Franței pentru Campionatul Mondial de Fotbal 2022 din Qatar, unde a jucat toate meciurile, în timp ce Franța a ajuns până în finala turneului. Dembélé a început finala, dar a primit un penalty în prima repriză și a fost înlocuit în minutul 41.
Pe 18 noiembrie 2023, Dembélé a marcat un gol într-o victorie cu 14-0 împotriva Gibraltarului în timpul calificărilor pentru UEFA Euro 2024, care a fost cea mai mare victorie din istoria echipei naționale a Franței. La turneul final din Germania, a fost numit omul meciului în victoria Franței din sferturile de finală împotriva Portugaliei.

## Statistici carieră
La 13 august 2025.
| Club                | Sezon         | Campionat     | Campionat | Campionat | Cupă    | Cupă   | Europa  | Europa | Altele  | Altele | Total   | Total  |
| Club                | Sezon         | Divizie       | Meciuri   | Goluri    | Meciuri | Goluri | Meciuri | Goluri | Meciuri | Goluri | Meciuri | Goluri |
| ------------------- | ------------- | ------------- | --------- | --------- | ------- | ------ | ------- | ------ | ------- | ------ | ------- | ------ |
| Rennes II           | 2014–15       | CFA2          | 18        | 13        | —       | —      | —       | —      | —       | —      | 18      | 13     |
| Rennes II           | 2015–16       | CFA2          | 4         | 0         | —       | —      | —       | —      | —       | —      | 4       | 0      |
| Rennes II           | Total         | Total         | 22        | 13        | —       | —      | —       | —      | —       | —      | 22      | 13     |
| Rennes              | 2015–16       | Ligue 1       | 26        | 12        | 2       | 0      | —       | —      | 1       | 0      | 29      | 12     |
| Borussia Dortmund   | 2016–17       | Bundesliga    | 32        | 6         | 6       | 2      | 10      | 2      | 1       | 0      | 49      | 10     |
| Borussia Dortmund   | 2017–18       | Bundesliga    | 0         | 0         | 0       | 0      | 0       | 0      | 1       | 0      | 1       | 0      |
| Borussia Dortmund   | Total         | Total         | 32        | 6         | 6       | 2      | 10      | 2      | 2       | 0      | 50      | 10     |
| Barcelona           | 2017–18       | La Liga       | 17        | 3         | 3       | 0      | 3       | 1      | —       | —      | 23      | 4      |
| Barcelona           | 2018–19       | La Liga       | 29        | 8         | 4       | 2      | 8       | 3      | 1       | 1      | 42      | 14     |
| Barcelona           | 2019–20       | La Liga       | 5         | 1         | 0       | 0      | 4       | 0      | 0       | 0      | 9       | 1      |
| Barcelona           | 2020–21       | La Liga       | 30        | 6         | 6       | 2      | 6       | 3      | 2       | 0      | 44      | 11     |
| Barcelona           | 2021–22       | La Liga       | 21        | 1         | 1       | 1      | 9       | 0      | 1       | 0      | 32      | 2      |
| Barcelona           | 2022–23       | La Liga       | 25        | 5         | 2       | 2      | 6       | 1      | 2       | 0      | 35      | 8      |
| Barcelona           | Total         | Total         | 127       | 24        | 16      | 7      | 36      | 8      | 6       | 1      | 185     | 40     |
| Paris Saint-Germain | 2023–24       | Ligue 1       | 26        | 3         | 4       | 1      | 11      | 2      | 1       | 0      | 42      | 6      |
| Paris Saint-Germain | 2024–25       | Ligue 1       | 29        | 21        | 4       | 3      | 15      | 8      | 5       | 3      | 53      | 35     |
| Paris Saint-Germain | 2025–26       | Ligue 1       | 0         | 0         | 0       | 0      | 0       | 0      | 1       | 0      | 1       | 0      |
| Paris Saint-Germain | Total         | Total         | 55        | 24        | 8       | 4      | 26      | 10     | 7       | 3      | 96      | 41     |
| Total carieră       | Total carieră | Total carieră | 262       | 79        | 32      | 13     | 72      | 20     | 16      | 4      | 382     | 116    |

1. ↑  Include Coupe de France, DFB-Pokal, Copa del Rey
2. ↑  Apariție în Coupe de la Ligue
3. 1 2 3 4 5 6 7 8  Apariții în UEFA Champions League
4. 1 2  Apariție în DFL-Supercup
5. 1 2 3 4  Apariții în Supercopa de España
6. ↑  Trei apariții în UEFA Champions League, șase apariții în UEFA Europa League
7. ↑  Apariție în Trophée des Champions
8. ↑  O apariție și un gol în Trophée des Champions, patru apariții și două goluri în Cupa Mondială a Cluburilor FIFA
9. ↑  Apariție în Supercupa Europei UEFA

## Titluri
Borussia Dortmund
- DFB-Pokal: 2016–17[34]

Barcelona
- La Liga: 2017–18,[35] 2018–19,[36] 2022–23[37]
- Copa del Rey: 2017–18,[38] 2020–21[39]
- Supercopa de España: 2018,[40] 2023[41]

Paris Saint-Germain
- Ligue 1: 2023–24,[42] 2024–25[43]
- Coupe de France: 2023–24,[44] 2024–25[45]
- Trophée des Champions: 2023,[46] 2024[47]
- Liga Campionilor UEFA: 2024–25[48]

Franța
- Campionatul Mondial de Fotbal: 2018;[19] finalist: 2022[49]